# Le Gitan (film)
Pour les articles homonymes, voir Le Gitan.
Pour plus de détails, voir Fiche technique et Distribution.
Le Gitan est un film franco-italien de José Giovanni sorti en 1975.

## Synopsis
Hugo Senart, dit « le Gitan » (Alain Delon), vient de s'évader de prison. C'est un gangster redoutable, en révolte contre une société qui, selon lui, place les Gitans « dès leur enfance sur le banc des accusés » . S'il traite sévèrement ses deux complices, et s'il châtie impitoyablement ceux qui le « trahissent », il est également dur avec lui-même : il méprise le luxe, au point qu'il n'a jamais endossé un complet et ne boit que de l'eau. Selon le commissaire divisionnaire Blot (Marcel Bozzuffi), c'est « un loup solitaire, qui chasse pour sa meute ».
Yan Kuq (Paul Meurisse) est lui aussi un gangster chevronné, mais d'un type totalement différent : c'est un voleur de grande classe, qui mène un train de vie confortable. Ses coups sont toujours minutieusement préparés, raison pour laquelle cet habile perceur de coffres n'a quasiment jamais été condamné.
Un jour, au petit matin, alors que Yan rentre du cambriolage d'une bijouterie, il se dispute avec sa femme, car il a appris qu'elle le trompe, de surcroît avec un policier. À l'issue de la dispute, la femme tombe du balcon et meurt. Conscient que la police ne manquera pas d'établir un lien entre les deux incidents, il décide de disparaître quelque temps. Il quitte Paris, d'abord pour la côte. Mais, au cours de sa cavale, son chemin va croiser plusieurs fois celui du « Gitan ». En effet, le commissaire Blot suit les traces des deux gangsters simultanément.
Un jour, Blot lance une opération de grande envergure sur une petite auberge de Champigny-sur-Marne où, par pur hasard, Yan et le « Gitan » se trouvent tous deux. Yan est arrêté, un des complices du « Gitan » est tué, tandis que l'autre est capturé, grièvement blessé. Le « Gitan », lui, est aussi blessé mais il parvient à prendre la fuite à moto.
Le commissaire est profondément convaincu que Yan est l'auteur du cambriolage de la bijouterie mais il n'a aucune preuve. Il prolonge sa garde à vue, pensant lui faire avouer, mais rien n'y fait. Il est finalement contraint de remettre Yan en liberté.
Le « Gitan », de son côté, fait soigner ses blessures par un vétérinaire. Puis il retourne au camp des Gitans, où il est protégé. Mais il considère que Yan a été arrêté à sa place et qu'il a donc une dette envers lui. Il va se rendre à Paris chez Yan, qui l'accueille avec égards et l'héberge pour la nuit. Mais les deux hommes ignorent qu'au cours de la même nuit, le commissaire Blot prépare quelque chose.

## Fiche technique
- Réalisation : José Giovanni
- Scénario : José Giovanni d'après son roman Histoire de fou
- Musique : Claude Bolling (à la manière de Django Reinhardt et Stéphane Grappelli)
- Montage : Jacqueline Thiédot
- Photographie : Jean-Jacques Tarbès
- Costume : Mimi Cayo
- Décors : Willy Holt
- Production : Raymond Danon et Alain Delon
- Pays du film :  France -  Italie
- Genre : drame, policier
- Durée : 102 minutes
- Dates de sortie :
  - France : 5 décembre 1975
  - Italie : 23 janvier 1976 (Milan)
- Affiches : Macario Gómez Quibus (Espagne), Michel Landi (France)

## Distribution
- Alain Delon : Hugo Senart, dit « Le Gitan »
- Paul Meurisse : Yan Kuq
- Annie Girardot : Ninie
- Marcel Bozzuffi : le commissaire divisionnaire Blot
- Bernard Giraudeau : l'inspecteur Mareuil
- Renato Salvatori (VF : Francis Lax) : Jo Amila, dit « Jo le Boxeur », un complice de Senart
- Maurice Barrier : Jacques Helman, un autre complice de Senart
- Maurice Biraud : Pierrot le Naïf
- Nicolas Vogel : Jeannot
- Michel Fortin : Marcel
- Pierre Danny : Riquet
- Jacques Rispal : le vétérinaire
- Mario David : Robert, dit Bob
- Marc Eyraud : le médecin
- Georges Wod : l'avocat
- Florence Giorgetti : la serveuse de Ninie
- Carole Lange
- Stéphane Macha : le père d'Hugo Senart
- Marcel Gassouk : le cuisinier (non crédité)
- Jean Luisi : le barman (non crédité)
- Germaine Delbat : la mère de Jacques Helman (non créditée)

## Autour du film
Adapté très librement de son roman Histoire de fou par José Giovanni, le film s'inspire de l'histoire de Marcel Ruard, qui faisait partie du Gang des Tractions Avant de Pierre Loutrel dans les années 1940.
« Hugo Senart » s'appelait en réalité Marcel Ruard, dit « Le Gitan » ou « Pépito », « Jo Amila » s'appelait Jo Attia, « Pierrot le Naïf » s'appelait Pierre Loutrel, dit « Pierrot le Fou », et le policier « Blot » était le commissaire Georges Clot[réf. souhaitée].